# Morchella semilibera
Morchella semilibera, comunemente chiamata spugnola semilibera DC., 1805, è un fungo della famiglia delle Morchellaceae; commestibile dopo cottura, tossico da crudo o poco cotto (per via della presenza di acido elvellico), è diffuso in vaste aree dell'Europa e dell'Asia.
L'analisi del DNA ha dimostrato che le spugnole semilibere, che appaiono quasi identiche su scala macroscopica, rappresentano in realtà un folto complesso di specie, costituito da almeno tre specie geograficamente isolate l'una dalle altre. Poiché Augustin Pyramus de Candolle descrisse originariamente il fungo basandosi su esemplari provenienti dall'Europa, il nome scientifico M. semilibera dovrebbe essere limitato alle specie europee. Nel 2012, Morchella populiphila, fungo molto simile a Morchella semilibera, è stata rinvenuta nella parte nordoccidentale del Nordamerica, mentre il nome di Morchella punctipes, coniato da Charles Horton Peck nel 1903, è stato riaffermato per le spugnole semilibere della porzione orientale del Nordamerica. M. semilibera e le altre spugnole semilibere sono inoltre strettamente imparentate con le spugnole nere, ad esempio Morchella elata.
È stato proposto di rendere Morchella semilibera nomen conservandum, evitando sinonimi coniati precedentemente, tra cui Phallus crassipes, P. gigas e P. undosus. Da tempo è stato dimostrato che questi nomi, originariamente approvati da Elias Magnus Fries, avevano definito esemplari fungini appartenenti alla specie Morchella semilibera.